# کروپاتس (پیروت)
کروپاتس (به صربی: Krupac) یک منطقهٔ مسکونی در صربستان است که در پیروت واقع شده‌است. کروپاتس ۱٬۴۴۴ نفر جمعیت دارد.